# حوزه انتخابیه نوزدهم نیویورک

حوزه انتخابیه نوزدهم نیویورک

حوزه انتخابیه نوزدهم نیویورک یک حوزه انتخابیه مجلس نمایندگان آمریکا است که در ایالت نیویورک قرار دارد.